# Tarka (Niger)
Tarka è un comune rurale del Niger facente parte del dipartimento di Tanout nella regione di Zinder.